# ماركو مركيتش
ماركو مركيتش (بالصربية: Марко Мркић)‏ هو لاعب كرة قدم صربي في مركز الهجوم، ولد في 20 أغسطس 1996 في نيش في صربيا. لعب مع رادنيتشكي نيش.

## وصلات خارجية
- ماركو مركيتش على موقع الاتحاد الأوربي (الإنجليزية)
- ماركو مركيتش على موقع قاعدة بيانات كرة القدم.إي يو (الإنجليزية)
- ماركو مركيتش على موقع ناشيونال فوتبول تيمز (الإنجليزية)
- ماركو مركيتش على موقع Soccerbase.com (لاعب) (الإنجليزية)
- ماركو مركيتش على موقع Soccerway.com (الإنجليزية)
- ماركو مركيتش على موقع عالم كرة القدم.نت (الإنجليزية)